# Khairabad (Sitapur)
Khairabad – miasto w północnych Indiach w stanie Uttar Pradesh, na Nizinie Hindustańskiej.
Populacja miasta w 2001 roku wynosiła 38 374 mieszkańców.